# Пальче
Пальче́ (укр. Пальче) — село в Подгайцевской сельской общине Луцкого района Волынской области Украины.
До 2020 года входило в Киверцовский район.
Код КОАТУУ — 0721888003. Население по переписи 2001 года составляет 388 человек. Почтовый индекс — 45252. Телефонный код — 3365. Занимает площадь 1,906 км².

## Известные уроженцы
- Сивицкий, Антон Теофилович (1900—1977) — советский и польский военачальник, генерал-майор Советской Армии, генерал бригады Войска Польского.